# مجعرة (مناخة)

تعديل مصدري - تعديل

مجعرة هي إحدى قرى عزلة بني خطاب بمديرية مناخة التابعة لمحافظة صنعاء، بلغ تعداد سكانها 56 نسمة حسب تعداد اليمن لعام 2004.